# Шмитт, Фабиан Бернхард
Фабиан Бернхард Шмитт (род. 15 июня 1992) — немецкий борец греко-римского стиля, призёр чемпионата Европы. 

## Биография
Родился в 1992 году. Борьбой начал заниматься с детского возраста с 1996 года. 
С 2013 года периодически принимает участие в международных соревнованиях по греко-римской борьбе.
На чемпионате Европы в Бухаресте в 2019 году завоевал бронзовую медаль взрослого чемпионата  в категории до 55 кг. Это первый столь крупный успех на мировой арене.